# Le grandi storie della fantascienza 1
Le grandi storie della fantascienza 1 (titolo originale Isaac Asimov Presents the Great SF Stories 1 (1939)) è il primo volume dell'antologia di racconti di fantascienza Le grandi storie della fantascienza raccolti e commentati da Isaac Asimov e Martin H. Greenberg per far conoscere maggiormente i racconti della Golden Age (Età d'oro) della fantascienza, che va dal 1939 al 1963.
In Italia è stata pubblicata nel 1980 dalla SIAD Edizioni, nel 1982 da Euroclub, nel 1989 dalla Bompiani, nel 2006 dalla RCS Periodici e nel 2007 in due volumi dalla Mondadori.

## Racconti
1. Io, Robot (I, Robot, 1939) di Eando Binder[2] (gennaio)
2. Lo strano volo di Richard Clayton di Robert Bloch[2] (marzo)
3. Problemi con l'acqua di H. L. Gold[3] (marzo)
4. Il mantello di Aesir di Don A. Stuart (pseudonimo di John W. Campbell)[4] (marzo)
5. Il giorno è compiuto di Lester del Rey[4] (maggio)
6. Il catalizzatore finale di John Taine (pseudonimo di Eric Temple Bell)[5] (giugno)
7. L'uomo nodoso di L. Sprague de Camp[3] (giugno)
8. Il distruttore nero di A. E. van Vogt[4] (luglio)
9. Più grande degli dei di C. L. Moore[4] (luglio)
10. Oscillazioni di Isaac Asimov[4] (luglio)
11. La giraffa blu di L. Sprague de Camp[4] (agosto)
12. L'aureola fuorviata di Henry Kuttner[3] (agosto)
13. Pianeta pesante di Milton A. Rothman[4] (agosto)
14. La linea della vita di Robert A. Heinlein[4] (agosto)
15. Creature eteree di Theodore Sturgeon[4] (settembre)
16. Pellegrinaggio (racconto) di Nelson Bond[2] (ottobre)
17. Ruggine di Joseph E. Kelleam[4] (ottobre)
18. Il triangolo quadrilatero di William F. Temple[2] (novembre)
19. Stella che brilli lassù di Jack Williamson[6] (novembre)
20. Disadattato di Robert A. Heinlein[4] (novembre)

## Edizioni
- (EN) Isaac Asimov e Martin H. Greenberg (a cura di), Isaac Asimov Presents the Great SF Stories 1 (1939), DAW Books, 1979.
- Isaac Asimov e Martin H. Greenberg (a cura di), Le grandi storie della fantascienza 1, collana I Grandi Tascabili Bompiani, traduzione di Gaetano La Pira, n. 97, Bompiani, 1989, ISBN 88-452-1342-0.